# Duke Kahanamoku
Duke Paoa Kahinu Mokoe Hulikohola Kahanamoku (Honolulu (Hawaï), 24 augustus 1890 – aldaar, 22 januari 1968) groeide aan het begin van de twintigste eeuw uit tot een vermaard zwemmer, die gedurende zijn bijna twintig jaar durende sportcarrière drie gouden olympische medailles won.
Hij werd geboren in Honolulu als zoon van Halapu Kahanamoku en was van Polynesische afkomst. Hij kreeg de eretitel Duke toegewezen. Hij bracht hij zijn jeugd grotendeels door op de stranden van Hawaï. Op het beroemde Waikiki Beach bekwaamde hij zich in surfen en zwemmen.
Zijn talenten werden ontdekt in juli 1911, toen William T. Rawlins de toen 21-jarige Kahanamoku ontmoette. De Amerikaanse rechter bleek onder de indruk door diens kracht en nam hem mee naar Honolulu Harbor, waar Rawlins hem verleidde tot deelname aan de nationale amateurkampioenschappen. Tot zijn verbijstering verbeterde Kahanamoku het toenmalige wereldrecord op de 100 meter vrije slag met - handgeklokt - 4,6 seconden. Volgens de plaatselijke krant Honolulu Advisor gebruikte The Duke zijn imposant grote voeten als propellers.
Kahanamoku's broer Sargent daarentegen bleek niet verrast. Zodra zijn broer diens zelfbedachte en krachtige Kahanamoku Kick in praktijk bracht, "kwam zijn lichaam als een speedboot uit het water", zo vertelde hij later.
Toen Rawlins het verbluffende optreden per telegraaf doorgaf aan de Amateur Athletic Union (AAU), ging op het hoofdkwartier van de bond een hoongelach op, zo wil de overlevering. Het was simpelweg onmogelijk dat een volstrekt onbekende jongen van 21 zo snel door het water kon gaan. Maar nog datzelfde jaar plaatste de nieuwe zwemsensatie zich, mede dankzij zijn Kahanamoku Kick, bij kwalificatiewedstrijden in Philadelphia voor de Olympische Spelen van een jaar later in Stockholm.
In de Zweedse hoofdstad verbaasde Kahanamoku vriend en vijand door het wereldrecord op het koningsnummer, de 100 meter vrije slag, te verbeteren en zo de gouden medaille te winnen. Hij won bovendien zilver als lid van de Amerikaanse 4x200-ploeg. Uit handen van koning Gustaaf V van Zweden ontving hij het eremetaal. Was hij in Europa een sensatie van wie iedereen het fijne wilde weten, in eigen land kreeg hij na 'Stockholm' te maken met racisme. Niet hij, maar zijn olympische ploeggenoot George Cunha werd bewierookt, en wel als "'s werelds beste blanke sprinter".
Kahanamoku liet zich niet uit het veld slaan en won, acht jaar later bij de eerstvolgende gelegenheid, opnieuw twee gouden medailles bij de Olympische Spelen van 1920 in Antwerpen: op de 100 meter vrije slag en met de Amerikaanse ploeg op de 4x200 meter vrije slag.
In 1924 maakte hij opnieuw deel uit van de Amerikaanse olympische ploeg in Parijs. Acht jaar later in Los Angeles was hij lid van de nationale waterpoloselectie. Zo groot was zijn faam dat hij, net als collega en landgenoot Johnny Weissmuller, rollen kreeg aangeboden in Hollywood. Hij speelde uiteindelijk - merendeels kleine - rollen in 28 films, waaronder Adventure (1925), Lord Jim (1925), Hula (film), Where East Is East, Wake of the Red Witch, en Mister Roberts. Na zijn actieve loopbaan was hij wereldwijd een graag geziene gast en ging hij zich bezighouden met de popularisering van de surfsport. Kahanamoku overleed in januari 1968 op 77-jarige leeftijd.
Over zijn leven verschenen drie boeken: The Life of Duke Kahanamoku (Joseph Brennan, 1994), de autobiografie World of Surfing, Duke Kahanamoku (met medewerking van Joseph Brennan, 1967) en Waikiki Beachboy (Grady Timmons, 1981).
In zijn actieve tijd was hij aangesloten bij LAAC in Los Angeles. In 1965 werd Kahanamoku opgenomen in de International Swimming Hall of Fame.